# Andrea Klikovac
Andrea Klikovac (født 5. maj 1991 i Titograd) er en kvindelig montenegrinsk håndboldspiller, som spiller for CSM Bucuresti og Montenegros kvindehåndboldlandshold.

## Meritter med landsholdet
- EM 2012:  Sølv